# 515
| [ Edytuj tabelę ]          |                                                                                     |
| Cesarz Bizancjum           | - 491 Anastazjusz I 518                                                             |
| Cesarz Chin                | - 502 Liang Wudi 549                                                                |
| Król Franków               | - 511 Chlodomer 524 - 511 Childebert I 558 - 511 Teuderyk I 534 - 511 Chlotar I 561 |
| Król Kentu                 | - 512 Octa 522                                                                      |
| Patriarcha Konstantynopola | - 511 Tymoteusz I 518                                                               |
| Władca Korei               | - 491 Munja 519                                                                     |
| Król Mercji                | - 501 Cnebba (?) 566                                                                |
| Król Munsteru              | - 493 Eochaid 523                                                                   |
| Król Ostrogotów            | - 471 Teodoryk Wielki 526                                                           |
| Papież                     | - 514 Hormizdas 523                                                                 |
| Król Persji                | - 488 Kawad I 531                                                                   |
| Król Wandalów              | - 496 Trasamund 523                                                                 |
| Król Wizygotów             | - 511 Teodoryk Wielki 526                                                           |

Rok 515 / DXV
stulecia: V wiek ~
VI wiek ~
VII wiek

lata: 505 «
510 «
511 «
512 «
513 «
514 «
515
» 516
» 517
» 518
» 519
» 520
» 525

## Wydarzenia
- Azja
  - Mihirakula utworzył państwo Heftalitów w północno-zachodnich Indiach (data sporna lub przybliżona)